# Mambises

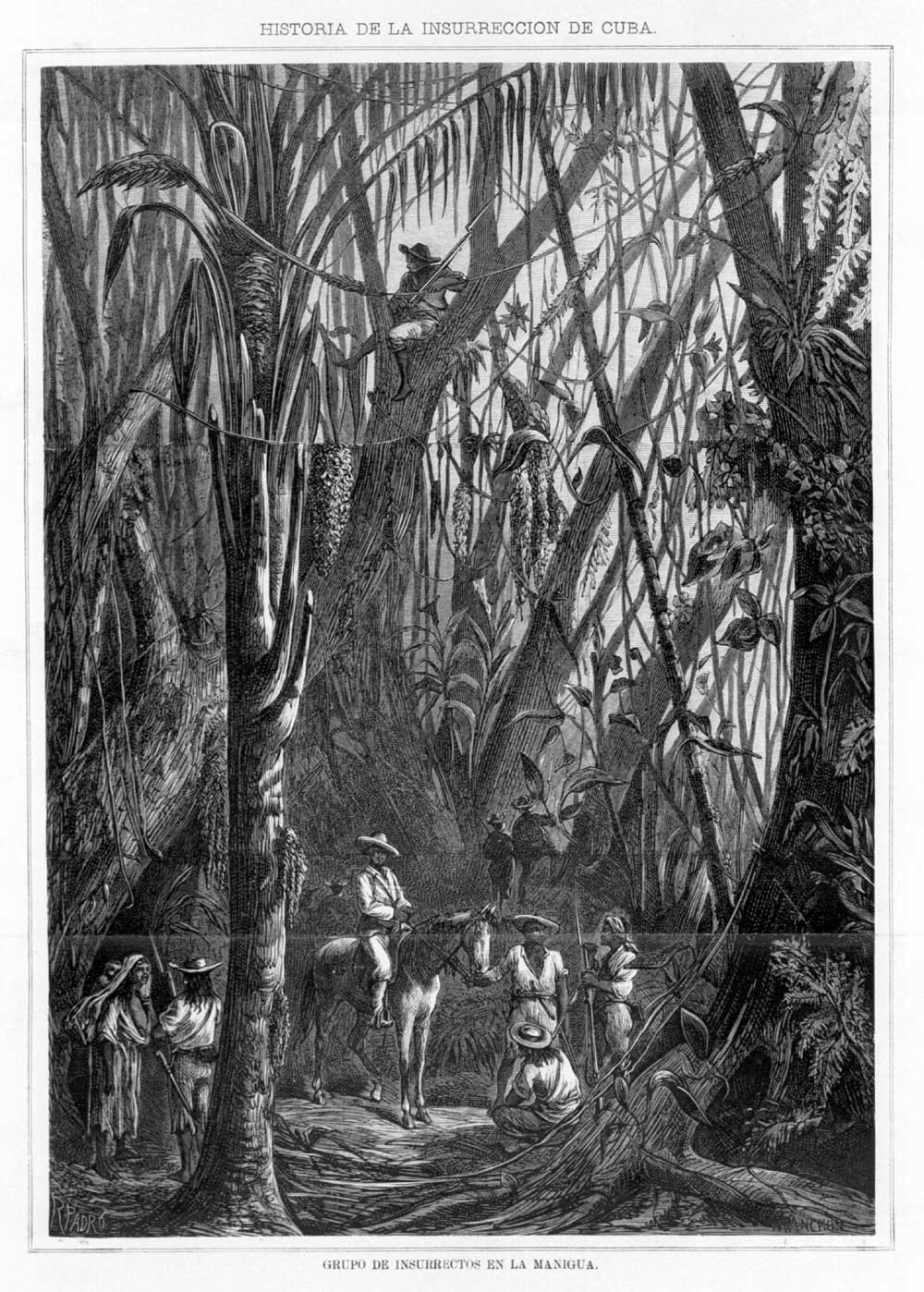
Tropas mambises nas florestas de Cuba, numa ilustração de 1879–1880

Os mambises (singular: mambí) foram guerrilheiros que que no século XIX combateram nas guerras pela independência de Cuba.

## Etimologia
A origem do termo é incerta, supondo-se que seja afro-caribenha e que tenha chegado a Cuba proveniente da ilha de São Domingos. Há pelo menos três teorias:
- O termo é geralmente associado a Juan Ethnnius Mamby, conhecido como Eutimio Mambí, um oficial negro que desertou do exército espanhol[3] e liderou a luta contra os espanhóis em Saint-Domingue (Haiti), 50 anos antes da primeira guerra da independência de Cuba, a Guerra dos Dez Anos (1868–1878). Uma parte dos soldados espanhóis que combateram em Cuba e que tinham combatido no Haiti aplicaram o nome aos combatentes cubanos[4][a]
- Pode também derivar do termo mbi do banto, a língua original de uma grande parte dos escravos cubanos. Tinha diferentes significados perjorativos.[b][c]
- Há ainda uma explicação que mistura as duas anteriores. O termo teria origem numa palavra ameríndia que designava os rebeldes contra os caciques que viviam nas florestas.[d] Notando que os revolucionários cubanos tinham tendência a usar táticas semelhantes e machetes, os soldados espanhóis começaram a chamar-lhes "homens de Mambí" e mais tarde "mambís" ou "mambises".[a]

Inicialmente considerado um insulto, depois da independência ter sido alcançada, o termo passou a ser usado pelos combatentes para se designarem a eles próprios, de uma forma honorífica. Posteriormente foi adotado pelos historiadores. Para os espanhóis o termo não é honorífico — também chamados "bandidos" ou "insurgentes", os mambises não eram considerados guérilleros, um título com conotações honrosas, que é usado para designar os resistentes espanhóis contra as tropas napoleónicas durante a Guerra Peninsular.[carece de fontes?]

## Tropas mambises
Eram compostas por cubanos de todas as classes sociais, incluindo escravos negros e mestiços livres e proprietários rurais como Carlos Manuel de Céspedes (conhecido com "Pai da Nação Cubana"), unidos pelo desejo comum de liberdade e de independência para Cuba.[carece de fontes?]
As tropas mambises incluíram também oficiais e soldados estrangeiros. Entre eles esteve, por exemplo, o norte-americano Henry Reeve, conhecido como "'El Inglesito", o polaco Carlos Roloff ou o dominicano Máximo Gómez. Este último, conhecido como "Generalísimo", é considerado o protagonista da primeira carga de machetes do Exército Libertador cubano (conhecido como Ejército Mambí), que se tornaria uma das principais táticas usadas pelos mambises. Foi-lhe também proposto que fosse presidente da república cubana, o que ele recusou.[carece de fontes?]
Outros líderes mambises célebres foramos generais Guillermo Moncada (alcunhado "Gigante de Ébano") e Antonio Maceo, que se notabilizou pela sua valentia e talento militar, bem como pelo seu protagonismo no Protesto de Baraguá (1878).